# اس‌اس اوتومدون
اس‌اس اوتومدون (به انگلیسی: SS Automedon) یک کشتی بود که طول آن ۴۵۹ فوت ۴ اینچ (۱۴۰٫۰۰ متر) بود. این کشتی در سال ۱۹۲۲ ساخته شد.
یک مهاجم آلمانی تاجر، کشتی اتومدون را در سال ۱۹۴۰ در اقیانوس هند تسخیر و نابود کرد. تسخیر کشتی قابل توجه است زیرا این کشتی اسناد فوق سری یا اطلاعات طبقه‌بندی شده خطاب به فرماندهی خاور دور بریتانیا را حمل می‌کرد. به دست افتادن این اسناد ممکن است بر تصمیم امپراتوری ژاپن برای ورود به جنگ جهانی دوم تأثیر داشته باشد.